# Critique de la raison pure
Ne doit pas être confondu avec Critique de la raison pratique ou Critique de la raison dialectique.
La Critique de la raison pure, en allemand, Kritik der reinen Vernunft, est une œuvre d'Emmanuel Kant, publiée en 1781 et remaniée en 1787. Elle est considérée comme son œuvre majeure, la plus lue, peut-être la plus difficile, la plus commentée, la plus  étudiée et la plus influente. Incomprise à son origine, elle donne rapidement prise à une littérature de controverse.
Ce livre examine et confronte les possibilités et limites de la raison et de la métaphysique dans l'objectif d'« exposer les sources et la condition de possibilité de cette métaphysique »[réf. nécessaire].
Après la première parution, Kant continue de tenter de clarifier la problématique qui la porte, celle des limites de la raison. Elle donne lieu notamment à un autre ouvrage intitulé Prolégomènes à toute métaphysique future, ce qui lui permet de mener à bien une refonte de son maître ouvrage dans une seconde édition, enrichie d'une nouvelle préface, en 1787. Dans le premier tiers du XXe siècle, la philosophie de Kant est la philosophie régnante dans la plupart des universités européennes. Déjà le jeune Schelling écrivait en 1795 : « La Critique de la raison pure est comme telle, inexpugnable et irréfutable […] La Critique subsistera comme quelque chose d'unique, aussi longtemps qu'il y aura de la philosophie ».

## L'Idée critique
Cette section est fondée sur le plan de l'étude de Georges Pascal, spécialiste du philosophe et auteur d'un livre de vulgarisation intitulé Pour connaître la pensée de Kant, ayant fait l'objet de multiples rééditions depuis sa première publication en 1947.

### L'intention de Kant

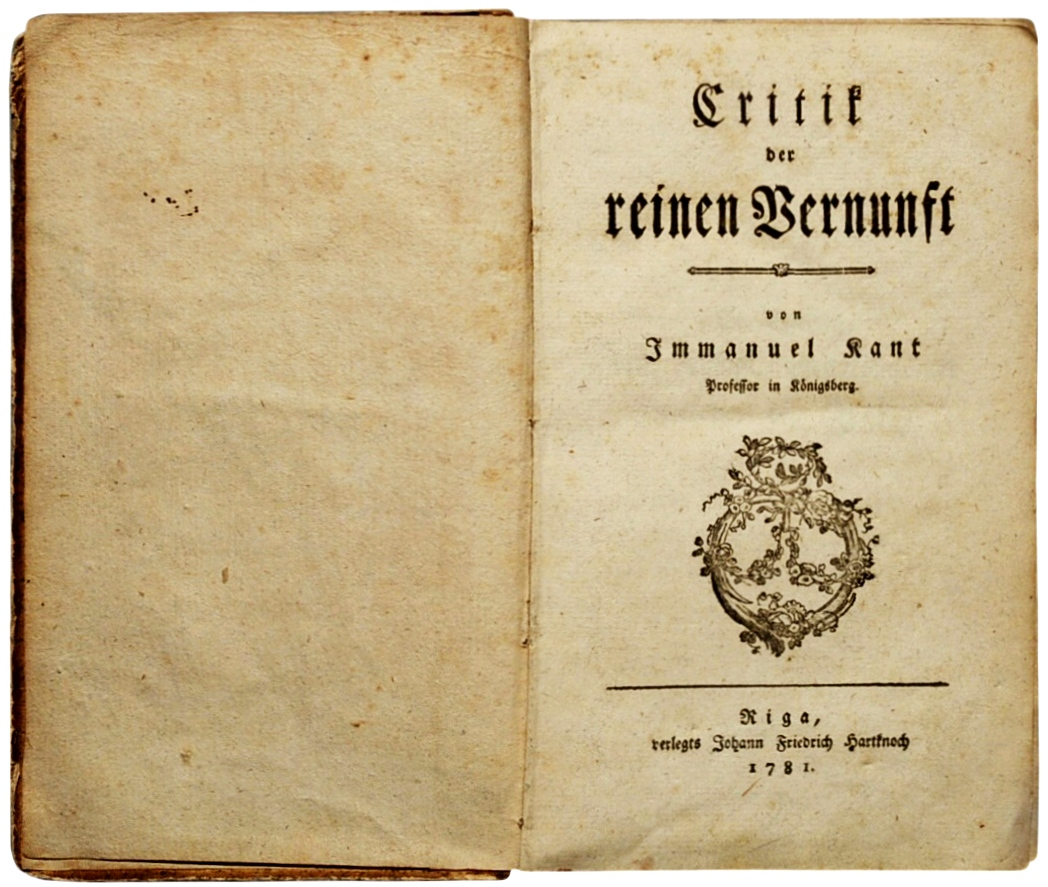
Première de couverture de la Kritik der reinen Vernunft

Ce qui conduit Kant n'est pas le rejet des conclusions métaphysiques mais leur incertitude et la faiblesse de leurs arguments qui fait naître en lui le désir de les sauver par le moyen d'un examen critique des possibilités de la raison,.
Alors qu'on reconnaît à d'autres disciplines comme la logique, les mathématiques ou la physique le droit de sortir des limites de l'expérience, comment se fait-il, s'interroge Kant, qu'avec la métaphysique on n'atteint jamais le même degré de certitude, alors qu'elle traite des objets les plus importants pour notre curiosité. « Le fait qu'aucune réponse ne s'impose ne suffit pas à disqualifier les questions, et l'indifférence apparente des contemporains masque en fait des positions métaphysiques inavouées, et infondées. La Critique de la raison pure « n'est rien d'autre que ce tribunal », c'est-à-dire la mise en place de règles pour l'exercice de la raison en dehors de l'expérience ».
Kant a écrit deux préfaces à la Critique de la Raison pure (1781 et 1787), dans lesquelles il explique son projet général (permettre à la métaphysique de ne plus être un champ de bataille entre philosophes et écoles opposés les uns aux autres) ainsi que le renversement qu’il veut introduire dans notre conception du savoir (c’est la célèbre révolution copernicienne). Ces préfaces sont essentielles pour l’intelligence du texte car elles fournissent deux des clés pour comprendre la Critique de la raison pure.
Le traitement de la métaphysique dans toute la Critique  apparaît donc ici : Kant aurait voulu en faire une science, au même titre que les mathématiques ou la physique. Comme il n'y a pas d'expérience des choses transcendantes, si donc on veut mettre fin aux querelles de la philosophie, il faudra alors chercher une autre voie pour la métaphysique (entendue comme connaissance de l’âme, de la liberté et de Dieu) que de vouloir en faire une science.
La démarche est ainsi décrite : « la Critique devait exposer les sources et la condition de possibilité de cette métaphysique », ceci en mettant au jour le principe commun qui fonde la « raison pure ».

### La révolution copernicienne
Transposée dans l'ordre philosophique, la révolution copernicienne, qu'ont connue les sciences physiques, consiste pour le sujet kantien à réfléchir sur les connaissances rationnelles qu'il possède, et par ce moyen juger de ce que la raison peut, ou ne peut pas, faire. Kant part des connaissances au-dessus de toute controverse (Logique, Mathématique, Physique) dont le principe est de déterminer des objets absolument a priori. Il s'interroge sur la raison pour laquelle il n'en est pas de même pour la Métaphysique. C'est à partir de l'exemple des Mathématiques et de la Physique que Kant a compris les changements de perspective qui s'y sont produits quant à l'attitude de la raison, qui au lieu de se laisser docilement instruire par l'expérience, questionna la nature, conformément aux exigences de la raison et découvrit ainsi ses lois.
Kant se fonde sur les exemples de Thalès et de Galilée. Thalès est le premier qui a vu que les mathématiques existent grâce à des principes a priori et qu’elles sont le résultat de l’activité cognitive du sujet. Avec Thalès, Kant a compris que les objets mathématiques sont constitués par le mathématicien. Quant à Galilée, il n’a pas fondé sa recherche sur la simple observation des phénomènes naturels, mais, c'est à partir des questions qu’il a établies lui-même a priori, qu'il a cherché à comprendre les lois naturelles. C’est, en d’autres termes, par la mise en place d’un dispositif expérimental que la physique moderne a pu apparaître.
Constater que « la raison n'aperçoit que ce qu'elle produit elle-même d'après ses propres plans » consiste à passer d'une méthode empirique à une investigation rationnelle. Mais cela consiste aussi à passer d'un point de vue réaliste, qui n'admet qu'une réalité sur laquelle doit se modeler notre connaissance, à un point de vue idéaliste, qui suppose une intervention active de l'esprit. Là est le fond de cette « révolution copernicienne » que Kant se flatte d'avoir introduite en philosophie.

### L'Idéalisme transcendantal
L’introduction est, avec les deux préfaces (surtout celle de 1787), le passage le plus important pour comprendre le projet général de Kant dans la Critique de la raison pure. En outre, c’est dans l’introduction que sont exposés et définis pour la première fois deux couples terminologiques fondamentaux (et les plus connus de la pensée kantienne) : jugement analytique et jugement synthétique d’une part, forme a priori et forme a posteriori du jugement, d’autre part.

#### La question de l’a priori
Cette distinction entre a priori et a posteriori a été introduite par Kant qui la lie à la distinction entre jugement analytique et jugement synthétique. La question de savoir s'il y a des connaissances a priori devient centrale dans toute théorie de la connaissance.
« Une connaissance est dite a priori, si elle est indépendante de l'expérience, a posteriori, si elle en dépend ». Selon Kant, il existe un critère infaillible pour distinguer la connaissance a priori : est a priori toute proposition universelle et nécessaire, comme de l'idée, que l'expérience ne nous apprend pas, qu'une chose est ceci ou cela, mais qu'elle ne puisse pas être autre simultanément. Les propositions mathématiques sont universelles et nécessaires de même que la proposition : « Tout ce qui arrive a une cause ».
Dans la conception de Kant « une connaissance a priori n'est pas une connaissance antérieure à l'expérience mais la connaissance immanente à l'expérience car il y a des conditions fixes sans lesquelles l'objet ne saurait être un objet pour nous ».

#### Le transcendantal
Par « transcendantal » Kant désigne « ce par quoi une connaissance a priori est possible ». Par conséquent l'« idéalisme transcendantal » sera la doctrine pour laquelle tout objet de connaissance est déterminé a priori par la nature de notre « faculté de connaître ».

#### Les jugements
On doit commencer par distinguer les jugements analytiques des jugements synthétiques. Un jugement est analytique lorsqu'il se contente d'expliciter le contenu d'un concept. « Quand je dis tous les corps sont étendus, c'est là un jugement analytique, car je n'ai pas besoin de sortir du concept que je lie au mot corps pour trouver l'étendue unie avec lui ; il me suffit de le décomposer, c'est-à-dire de prendre conscience des éléments divers que je pense toujours en lui pour trouver ce prédicat ». Dans l'exemple : « Les célibataires ne sont pas mariés », je lie deux concepts (« célibataire » et « pas marié ») mais le prédicat « pas marié » est déjà contenu dans le sujet de la phrase « célibataire ». Le jugement « les célibataires ne sont pas mariés » n’est donc pas une connaissance au sens précis du terme : il ne nous apprend rien sur le monde, il s'agit juste d'un jugement analytique. (Le prédicat est déjà contenu dans le sujet, et la proposition : « Les célibataires ne sont pas mariés » n'a, de ce fait, que rendu explicite ce qui était implicite.)
Il existe un deuxième type de jugements : ce sont les jugements synthétiques. À la différence des jugements analytiques qui sont nécessairement a priori (en ce qu'aucun recours à l'expérience n'est nécessaire pour les formuler, une explicitation de l'implicite est la seule opération qu'ils permettent d'accomplir), les jugements synthétiques lient ensemble deux concepts qui ne sont pas évidemment liés. Sera synthétique le jugement dans lequel le prédicat ajoute quelque chose au concept du sujet. Ce sont pour Kant les seuls jugements qui sont, à proprement parler, producteurs de connaissance. Si par exemple, à propos d'une table qui est effectivement en laiton, je formule le jugement : « Cette table est en laiton », il est clair que ce n'est que parce que j'ai fait usage de mes sens (et, plus précisément, du sens externe) que j'en arrive à la formulation de ce jugement a posteriori. Dans cette perspective, on peut dire que le jugement est synthétique. Il opère la synthèse de deux concepts (le concept de « table » et celui de « laiton ») qui ne sont pas nécessairement liés. Bref, c'est le détour par l'expérience (sensible) qui m'a permis d'en opérer la synthèse.
Surtout, « la grande découverte de Kant, celle qui donne toute sa portée à sa « révolution copernicienne », c'est qu'il existe une troisième sorte de jugements, les jugements synthétiques a priori. Ceux-ci sont « universels et nécessaires », mais de plus ils nous permettent d'étendre nos connaissances, alors que les jugements analytiques ne peuvent que les expliquer ou les éclaircir »,. Ces jugements synthétiques a priori ont de tout temps inspiré les Mathématiques et la Physique mais Kant s'interroge sur le point de savoir s'ils sont également possibles en Métaphysique.

### Les formes
Georges Pascal résume la Critique ainsi : « On peut dire de la Critique de la raison pure qu'elle est un inventaire des formes a priori de l'esprit, en tant qu'il est une faculté de connaître ». Notre « faculté de connaître » dérive de deux sources de nature différentes, d'une part d'une réceptivité c'est-à-dire d'une sensibilité ou « faculté des intuitions » et d'autre part d'une spontanéité située dans l'entendement, autrement nommée, « faculté des concepts ». L'une et l'autre source comportent des modes  a priori.

#### Formesa prioride la sensibilité
Les formes a priori de la sensibilité ou intuitions pures (indépendantes de toute expérience) sont l'« espace » et le « temps ». Il faut quelque chose comme le temps et l'espace qui tels des cadres universels permettent de percevoir les choses. L'espace (les trois dimensions) est la forme du sens externe, le temps la forme nécessaire à la perception dans la durée des « états d'âme »

#### Formesa prioride l'entendement
Les formes a priori de l'entendement sont les catégories. « Les catégories ou concept purs sont des manières pour l'esprit humain d'ordonner le divers donné dans l'intuition ». Par elles-mêmes ces formes ne nous font rien connaître, il faut leur adjoindre une intuition sensible, ce qui implique  qu'il est exclu de saisir par leur moyen une réalité transcendante. Par exemple les concepts de substance  et de causalité sont des catégories.
Kant donne un caractère systématique à la table aristotélicienne des catégories qu'il regroupe en quatre groupes (quantité, qualité, relation, modalité) de trois. Ces catégories sont des formes ou cadres universels nécessaires pour saisir les phénomènes.
Kant remarque que la connaissance débute avec l'expérience sensible sans pour autant s'y réduire et que l'interrogation sur « le phénomène » doit être menée à partir d'une philosophie transcendantale (qui a conscience de la primauté des concepts).

### La théorie de la connaissance
La prise en compte de la « révolution copernicienne » va conduire à donner une place centrale au sujet connaissant. Kant va faire tourner la réalité autour de la structure de notre esprit « nous ne connaissons (a priori) des choses que ce que nous y mettons nous-mêmes » . Il distingue deux sources à notre connaissance : l'« intuition sensible » et ce que nous y adjoignons avec l'« entendement ». Comme la connaissance ne peut résulter que de l'union de ces deux racines il reste à comprendre le processus de la synthèse. On verra que c'est l'« imagination » qui va permettre, dans l'épistémologie kantienne, de légitimer l'application des catégories de l'entendement aux objets de l'expérience.
Dans une première section consacrée à l'« Esthétique transcendantale », Kant étudie ce qui se passe au plus bas niveau de notre expérience. Ce niveau, c’est le niveau sensible, immédiat, premier, de l’expérience. Esthétique transcendantale signifie science de la sensation, et plus précisément, science des conditions de toute expérience sensible (science des principes a priori de la sensibilité). Il se pose la question de savoir comment elle est possible, et quels éléments sont requis. Dans une deuxième section intitulée « Analytique transcendantale » Kant interroge les cadres de notre pensée à savoir, les concepts et les catégories. Enfin une troisième section appelée « Dialectique transcendantale » est consacrée à l'étude des mécanismes qui produisent les erreurs et illusions caractéristiques de la métaphysique.

## Esthétique transcendantale

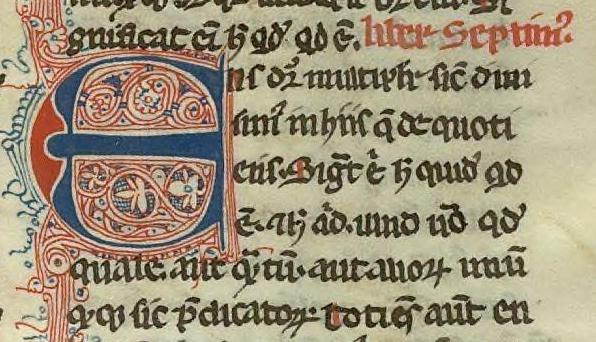
Début du Livre Z de la Métaphysique : Ens dicitur multipliciter (« Le mot être se dit en plusieurs sens »). Manuscrit latin (traduit du grec) du XIVe.

L'étude des « Intuitions pures », ou « formes a priori de la sensibilité », qui sont des expressions équivalentes, constitue l'objet de l'Esthétique transcendantale.

### Définitions

#### Sensibilité et entendement
Le terme d'Esthétique vient du grec ancien aisthêtikós (qui perçoit par les sens, « perceptible »). Kant reprend la vieille distinction philosophique du « sensible » et de l'« intelligible », la Sensibilité sera la « faculté des intuitions », l'Entendement en grec Logos d'où la Logique qui deviendra la « faculté des concepts » note Georges Pascal.

#### Connaissance et intuition
La notion d'« Intuition » prend une coloration extrêmement spécifique chez Kant car il affirme, « de quelque manière et par quelque moyen qu'une connaissance puisse se rapporter à des objets, le mode par lequel elle se rapporte immédiatement à eux et que toute pensée prend comme moyen pour les atteindre est l'intuition ». Or il n'y a d'intuition que si un objet nous est donné.
A contrario l'entendement n'est pas un pouvoir d'intuition , il ne peut penser (produire des représentations) qu'à partir des objets fournis par la sensibilité, « la connaissance de tout entendement est donc une connaissance par concepts non intuitive ». « Intuition et concepts constituent donc les éléments de notre connaissance ; de sorte que ni des concepts, sans une intuition qui leur corresponde de quelque manière, ni une intuition sans concepts, ne peuvent donner une connaissance ». La question se pose dès lors : comment se fait-il que l'intuition sensible puisse être déterminée par les formes a priori de I'entendement ? 
On remarque que si pour Descartes la représentation est une simple image, Kant comprend le « représenter » « comme l'acte  unificateur des deux modes de connaissances que sont l'intuition et la pensée ».

#### Le phénomène
Au point de départ il y a une sensation qui déclenche une « intuition empirique » dont l'objet sera le phénomène. Pour Kant le « phénomène », n'est jamais que l'objet possible de l'intuition d'un sujet alors même que la chose en elle-même (la chose en soi) nous reste inaccessible. En effet dans l'esprit de Kant, ce sont les objets qui doivent se régler sur notre connaissance et non l'inverse, nous masquant ainsi la nature réelle des choses (le nouménal). Pour autant le phénomène n'est pas une apparence il correspond bien à ce que la chose est véritablement, mais filtrée par le concept.
Kant remarque que ce qui fait que le divers de la sensation est ordonné dans le phénomène ne peut pas être lui-même sensation et que la forme doit se trouver a priori  dans l'esprit et qu'il est légitime de la penser indépendamment de toute sensation. On parle alors de forme a priori ou, ce qui est dans l'esprit de Kant équivalent, d'« Intuition pure. ».

#### La synthèse
Kant donne alternativement deux sens à la notion de synthèse qu'il importe de bien distinguer, le sens classique d'acte consistant à ajouter l'une à l'autre diverses représentations pour en  déduire ce qu'il y a de commun, et un sens nouveau, dont l'unité ne consiste justement pas dans cette liaison d'un donné dispersé mais dans l'existence d'une unité préalable spontanée et que Kant va mettre en évidence dans les intuitions de l'espace et du temps. Heidegger dans son commentaire propose d'appeler cette synthèse a priori, pour la différencier de la première, une « syndosis ».

#### L'Intuition pure
La thèse de Kant est qu'il existe un cadre a priori dans lequel les objets seulement peuvent, selon l'expression heideggérienne, nous « faire encontre » et qui permet leur représentation. Ce cadre c'est ce que Kant nomme « Intuition pure » (c'est-à-dire a priori et non mêlée d'expérience). Selon lui, même si on enlève à un objet toutes ses caractéristiques extérieures (sa couleur, sa dureté, sa divisibilité), il en reste toujours quelque chose : par exemple l'étendue et la figure, qui constituent la forme pure d'un objet, indépendante de toute expérience, de toute sensation. Avant d'apparaître comme tel ou tel objet encore faut-il qu'il satisfasse à la condition d'objet possible en général.
Kant va ainsi tenter de montrer qu'il existe, dans la section consacrée à la déduction transcendantale, un cadre a priori de l'intuition, qui sera constitué des formes a priori de la sensibilité- l'« Espace » et le « Temps ». Pour Kant, l'existence de ces formes pures de l'intuition conditionne la constitution de connaissances synthétiques a priori par le sujet.
En résumé comme c'est par les rapports spatiaux que l'on représente les objets extérieurs, et par les rapports temporels que l'on représente les états internes, tous les objets se situent dans l'espace et toutes les déterminations de nous-mêmes se situent dans le temps.

#### L'Imagination
La Critique, distingue l'imagination productrice et l'imagination reproductrice. « La première est un pouvoir de synthèse transcendantal qui rend possible la connaissance a priori ; elle relève de l'unité synthétique originaire de l' « aperception » ». Georges Pascal, relève, après Heidegger, que c'est l'« Imagination » qui dans la première version de la Critique, permet d'unir synthétiquement la sensibilité et l'entendement.
Nous sommes en présence, selon Michel Jean, d'une situation paradoxale, qu'il s'agit de résoudre, car s'il est affirmé à plusieurs reprises qu'il n'existe que deux sources à la connaissance, à savoir la sensibilité et l'entendement, il est aussi dit dans un paragraphe préparatoire à la déduction transcendantale que l'« imagination » intervient au même titre que les deux précédentes comme source originaire, passage qui disparaîtra dans la seconde version.
L'Ésthétique transcendantale est essentiellement consacrée à l'examen de deux formes de l'intuition sensible à savoir « l'espace » et « le temps » dont Kant expose  les concepts selon deux approches, l'approche métaphysique classique et l'approche transcendantale.

### De l'espace

#### Exposition métaphysique de l'idée d'espace
Par exposition (du latin expositio), Kant dit entendre « la représentation claire (...) de ce qui appartient à un concept ». L'exposition sera dite métaphysique dès lors qu'elle ne tente de représenter que ce qui est donné a priori dans le concept. Cette exposition se déroule en cinq points :
L'espace n'est pas pour Kant un concept tiré de l'expérience. Il est toujours déjà là, et constitue le fondement de toute expérience extérieure qui le présuppose . Il serait impossible autrement de se représenter un objet comme hors de nous (par exemple, en marchant, la rue que l'on vient de quitter) ou de différencier un objet d'un autre (sans l'espace, les objets ne pourraient être situés).
L'espace est donc une « représentation nécessaire a priori qui sert de fondement à toutes les intuitions extérieures ». On peut imaginer un espace vide, dépourvu d'objets. Mais on ne peut pas ne pas se représenter des objets sans l'espace. C'est pourquoi, explique Kant, il n'y a pas de dépendance de l'espace par rapport aux objets, mais, bien plutôt, dépendance des objets par rapport à l'espace qui constitue leur fondement et conditionne leur possibilité.
Il est essentiellement « Un » ; le divers qui est en lui repose en dernière analyse sur des limitations, ne peut être pensé qu'en lui et ne peut le constituer par assemblage.
L'espace est une pure « intuition », pas un concept construit avec des éléments plus simples que lui . Kant remarque qu'il est impossible de se représenter l'espace autrement que comme unitaire. Si un concept doit s'appliquer à une multiplicité d'objets, l'espace ne peut s'appliquer qu'à lui-même. On peut certes séparer ou diviser l'espace en différentes parties, mais celles-ci ne sauraient être pensées qu'en lui. De la même façon, les principes géométriques ne sont pas déduits de concepts généraux comme celui de droite, mais uniquement de l'intuition. D'ailleurs, l'espace ne peut être qu'une intuition parce qu'il contient en soi une multitude infinie de représentations, ce que ne peut faire un concept, qui est seulement la représentation du « caractère commun » d'une infinité de représentations possibles. C'est en raison, poursuit Kant, du caractère nécessaire et a priori de l'espace que les principes a priori de la géométrie, axiomes et postulats sont vrais de façon apodictique (c'est-à-dire à la fois universelle et nécessaire) et peuvent être construits a priori. Si l'espace n'avait pas ce statut de représentation nécessaire a priori, alors, tous ces principes, comme celui qui veut que par deux points ne puisse passer qu'une seule droite, ne seraient plus universels et nécessaires mais ils auraient, au contraire, la relativité de l'induction et la « contingence de la perception ». Que l'espace n'ait que trois dimensions ne serait plus alors un principe apodictique de la géométrie selon Kant, et l'on devrait seulement se contenter de dire « qu'on n'a pas trouvé d'espace qui eût plus de trois dimensions ».
L'espace est une « grandeur infinie ». L'espace, parce qu'il est capable de contenir une quantité infinie de représentations, est bien une intuition et non un concept.

#### Exposition transcendantale de l'idée de l'espace
L'exposition métaphysique tentait de représenter ce qui est contenu a priori dans un concept. L'exposition transcendantale, elle, tente d'expliquer ce qui dans un concept donné (ici, l'espace) rend possible des connaissances synthétiques a priori. Kant pense que le concept d'espace ne peut pas être dérivé de notre expérience concrète puisqu'il est présupposé dans cette expérience elle-même. De ce préalable, il tire la conclusion que l'espace au même titre d'ailleurs que le temps « est une représentation et plus particulièrement une forme « a priori » de notre sensibilité ». Kant va parler à propos de l’espace d'une forme pure de l’intuition externe à travers laquelle le sujet forme des objets et sans laquelle il ne saurait y avoir d’objets pour lui. En effet, la capacité à ordonner la matière des sensations dont découle pour nous la forme de tout objet ne peut être elle-même sensation, elle doit être a priori dans l'esprit, toute prête à s'appliquer à tous.
Pour tenter de définir l'espace, Kant s'appuie sur la géométrie dont il constate qu'elle présuppose des connaissances synthétiques a priori. Il écrit : « Il est impossible de tirer d'un simple concept des propositions qui le dépassent, comme cela arrive pourtant en géométrie. En effet, les propositions géométriques, comme celle-ci par exemple : l'espace n'a que trois dimensions toutes apodictiques, c'est-à-dire qu'elles impliquent la conscience de leur nécessité ». Ainsi les sciences (mathématique et physique) seraient impossibles si l’espace et le temps, comme formes a priori, n’en étaient pas les fondements transcendantaux. « Prenez, par exemple, cette proposition : Deux lignes droites ne peuvent renfermer aucun espace ni, par conséquent, former de figure ; et cherchez à dériver analytiquement cette proposition du concept de ligne droite et de celui du nombre deux ». D'autre part, il faut bien disposer préalablement d'un cadre spatial si l'on veut comprendre comment deux objets identiques sont cependant différents.
Seul l’espace, en tant que forme pure a priori de la sensibilité, rend possible un tel « jugement synthétique », qui sera, par conséquent, lui aussi a priori. Si la géométrie ne se servait pas de cette intuition pure a priori, elle serait empirique et ce serait alors une science expérimentale. La géométrie ne procède pas seulement par mesures mais surtout et avant tout par démonstrations. Kant fait reposer sa démonstration de l’apriorité de l’espace sur la réussite exemplaire de la géométrie. Celui qui attaquerait son argument, remettrait en cause l’universalité de la géométrie.
De ce que l'espace se présente comme une intuition préalable, il résulte deux conséquences importantes. La première que l'espace n'existe dans les choses que dans la mesure où on les perçoit. La seconde c'est que l'on ne peut parler d'espace et d'êtres étendus que du point de vue de l'homme.
Il s'agit donc d'une intuition originaire, c'est-à-dire une intuition « donnée ou synthétisée » en nous, avant toute perception d'un objet, quel qu'il soit. Cette intuition a son siège dans le sujet lui-même : elle est, dit Kant, « la propriété formelle qu'a le sujet d'être affecté par des objets ». Contrairement à l'entendement, l'espace n'est pas un élément de l'esprit qu'il applique à l'expérience, mais bien plutôt la forme selon laquelle il est originairement ouvert à l'expérience sensible. L'espace n'est pas un concept, une construction de l'esprit, mais le mode même selon lequel les objets nous apparaissent : une pure intuition présente en nous originairement.

### Du temps
Kant fait avec le temps une analyse semblable que résume Georges Pascal.

#### Exposition métaphysique du temps
L'exposition métaphysique du temps, comme celle de l'espace, se déroule en cinq points, qui décrivent chacun une propriété du temps.
Comme l'espace, le temps « n'est pas un concept empirique ou qui dérive d'une expérience quelconque ». Il est toujours déjà là, en amont de l'expérience. Ainsi nous ne pouvons percevoir les rapports temporels de simultanéité ou de succession que parce que nous avons d'abord une représentation du temps.  
Si l'on peut faire abstraction des phénomènes dans le temps, on ne peut exclure le temps par rapport aux phénomènes en général écrit Kant. « Le temps est une représentation nécessaire qui sert de fondement à toutes les intuitions » « En lui seul », insiste Kant, « est possible toute réalité des phénomènes ». Le temps est donc la condition de toute intuition, même spatiale. Cette prédominance du temps sur l'espace sera essentielle dans la suite de la Critique.
En tant qu'il est une représentation nécessaire a priori, le temps rend possible « les principes apodictiques concernant les rapports du temps ou d'axiomes du temps en général ». Si je dis que des temps différents ne sont pas simultanés mais successifs j'affirme un principe qui a une valeur apodictique, c'est-à-dire nécessaire et universel.
Le temps est une « forme pure de l'intuition sensible », pas un « concept discursif ». On ne peut concevoir des temps différents que comme parties d'un même temps dont la représentation est intuitive.
« Toute grandeur déterminée du temps n'est possible que par les limitations d'un temps unique qui lui sert de fondement ». Parler de « parties du temps » n'a de sens qu'en parlant de limitation d'un temps unique, infini à l'origine, infini car intuitif.

#### Exposition transcendantale du concept du temps
Les concepts de changement et de mouvement ne sont possibles que par et dans la représentation du temps. Le changement implique la liaison dans un même objet de prédicats opposés, contradictoires. Or, le temps seul permet de penser rationnellement ce qui déroge au principe de non-contradiction : en effet, il est possible de dire qu'A et non A se trouvent en un même lieu si on les considère en des temps différents. Le temps et l’espace ne peuvent donc être considéré comme des êtres existants en soi. Ce sont les formes a priori de l’intuition sensible. Rien ne se rencontre jamais en une expérience qui ne soit inscriptible dans un temps et dans un lieu, car contrairement à l'opinion commune et notamment aussi à celle que Fichte soutiendra plus tard, le « caractère relationnel" de l'expérience transcendantale qui peut se dégager de "l'analyse" de la notion de temps n'a pas de valeur "objective" (au sens d'« absolu ») non plus.
Kant souligne le rôle privilégié du temps sur l'espace en remarquant que le temps, en tant que forme du sens interne, est la condition a priori de tous les phénomènes en général alors que l'espace est la condition des seuls phénomènes du sens externe.

### Conséquences
De ces analyses, il résulte que nous ne connaissons que les phénomènes, jamais les « choses en soi » . « Abstraction faite de notre constitution subjective toutes les propriétés temporelles et spatiales des objets s'évanouissent avec le temps et l'espace eux-mêmes ».
S'agissant de l'espace il n'a de sens réel, qu'au point de vue de l'homme, c'est-à-dire comme la condition subjective de nos intuitions ; sans cela, poursuit Kant, il ne signifie rien. L'espace contient bien les choses, mais uniquement en tant qu'elles peuvent nous apparaître ; en aucun cas, il ne contient les choses en soi. L'espace, parce qu'il est la « condition » de toute expérience externe, a bien une réalité empirique ; mais parce qu'il ne constitue pas le « fondement » des objets intuitionnés, c'est une « idéalité transcendantale ». L'espace n'est pas la condition de la possibilité des « choses en soi », mais seulement la condition de leur manifestation à notre esprit.
Ainsi tous les progrès de l'expérience ne nous permettront jamais de sortir des limites de l'expérience. Il en est ainsi aussi de notre esprit, de l'intuition du moi qui reste soumise aux mêmes conditions subjectives, que l'intuition du monde.
Toutefois cet idéalisme transcendantal ne doit pas être confondu avec l'idéalisme absolu, le phénomène n'est pas une apparence, il a une réalité qu'il faut chercher dans le rapport du sujet à l'objet et non dans l'objet lui-même. En fin de ce chapitre, on trouve un avertissement de Kant dégageant son « esthétique » de tout idéalisme subjectif si par subjectif on comprend « ce qui est seulement relatif à un individu ».
« Nos explications nous apprennent donc la réalité (c’est-à-dire la valeur objective) de l’espace [et du temps] […] et en même temps l’idéalité de l’espace [et du temps] par rapport aux choses, quand elles sont considérées en elles-mêmes […] Nous affirmons donc la réalité empirique de l’espace, quoique nous en affirmions en même temps l’idéalité transcendantale ».

## Analytique transcendantale
Après l'Esthétique qui a découvert les formes a priori de la sensibilité à savoir : le temps et l'espace, l'analytique transcendantale est le deuxième grand moment de la théorie des éléments et la deuxième source d'où découle, avec l'intuition, la connaissance humaine. Elle est fondamentale car elle contient d’une part, la célèbre déduction transcendantale des catégories et en outre, la solution à la question qui sous-tend toute la Critique : « Comment sont possibles les jugements synthétiques a priori ? ».
Tout comme l’esthétique transcendantale, elle contient une exposition métaphysique ainsi qu’une déduction transcendantale.

### Analytique des concepts

#### Exposition des concepts purs de l'entendement
L'analytique des concepts dresse d’abord le tableau des catégories ou concepts de l'entendement pur. Il s’agit pour Kant des douze concepts a priori qui sont le fondement de toute connaissance scientifique. Cette liste est en outre, aux yeux de Kant, exhaustive.
Mais pour obtenir ce tableau, dit Kant, il faut avoir un fil directeur. C'est dans le tableau des jugements qu'il le trouve :
| Quantité     | Qualité     | Relation      | Modalité       |
| ------------ | ----------- | ------------- | -------------- |
| Universels   | Affirmatifs | Catégoriques  | Problématiques |
| Particuliers | Négatifs    | Hypothétiques | Assertoriques  |
| Singuliers   | Infinis     | Disjonctifs   | Apodictiques   |

| Quantité  | Qualité    | Relation             | Modalité                    |
| --------- | ---------- | -------------------- | --------------------------- |
| Unité     | Réalité    | Substance - accident | Possibilité - impossibilité |
| Pluralité | Négation   | Cause - effet        | Existence - non-existence   |
| Totalité  | Limitation | Réciprocité          | Nécessité - contingence     |

#### Déduction des concepts purs de l'entendement
Kant se donnera donc pour tâche, au cours de la déduction transcendantale des catégories, de déterminer l'origine et aussi si l’usage des catégories est légitime pour connaître les phénomènes connus par l’expérience et si oui dans quelle mesure.

##### La déduction logique
Le maître mot est le mot de synthèse que Kant conçoit comme l'acte d'ajouter l'une à l'autre diverses représentations pour en  déduire ce qu'il y a de commun. Par ailleurs il évoque trois possibilités pour expliquer la possibilité que des catégories puissent correspondre à l’expérience, car « nous ne saurions penser , c'est-à-dire juger, qu'en imposant aux données de l'intuition sensible ses formes a priori. Comment se fait-il que les catégories sans lesquelles nous ne pouvons pas penser, se trouvent convenir aux objets donnés par l'intuition ? ». :
- Soit ces concepts dérivent de l’expérience ou, plus exactement, sont le résultat d’un processus d’induction. Or, ceci ne peut être vrai car elles sont des catégories a priori et donc indépendantes de l’expérience.
- Ou bien alors, les concepts a priori peuvent être appliqués aux phénomènes empiriques grâce à « harmonie préétablie » du conceptuel et du sensible, de l'intelligible et du sensible, comme Leibniz l'a postulé. Cette possibilité n’est pas non plus tenable aux yeux de Kant.
- Ou bien il faut affirmer que les concepts a priori sont eux-mêmes le fondement (c'est-à-dire aussi les conditions de possibilité) de l’expérience. Cette solution a, selon Kant, l’avantage de résoudre de façon indiscutable la question de la légitimité de l’application des catégories à l’expérience. C’est donc cette réponse que Kant va défendre.

##### La déduction transcendantale
Kant perçoit l'insuffisance de la déduction logique car il n'est pas possible par exemple, de déduire le concept d'« arbre » de la comparaison simultanée d'un pin avec un saule et un tilleul, encore faut-il même dans l'expérience sensible au préalable discerner le pin, le saule et le tilleul comme multiplicité d'arbres et donc en avoir une notion préalable, comme le remarque Martin Heidegger dans son interprétation de la Critique.
« Kant appelle « déduction transcendantale » la démonstration qui établit que les objets connus dans l'expérience sont nécessairement conformes à des formes a priori » écrit Georges Pascal. De même qu'une chose ne peut nous être donnée que sous la condition des intuitions pures de l'espace et du temps, nous ne pouvons connaître une chose que sous la condition des catégories. Toutefois comme le remarque Kant « ces objets pourraient sans doute nous apparaître sans qu'il soit besoin de se rapporter à des fonctions de l'entendement », en d'autres termes nous pourrions tout aussi bien vivre dans un monde absurde.
Plus profondément Kant écrit : « Il s'agit de savoir s'il ne faut pas admettre (d'abord) aussi des concepts a priori comme conditions qui seules permettent non d'intuitionner mais de penser quelque chose comme objet en général, car alors toute connaissance empirique des objets est nécessairement conforme à ces concepts, puisque sans leur supposition rien n'est possible comme objet de l'expérience ». Ces formes a priori qui sont intuitivement prêtées à ce qui fait « encontre » ne sont pas des qualités empiriques mais des déterminités de l'objet comme objet en général souligne Martin Heidegger.
La synthèse est l'acte par lequel l'entendement opère une liaison dans une diversité donnée, sauf que le concept de liaison implique le concept d'unité ; car on ne peut concevoir une liaison que si cette diversité est conçue comme une unité. Pour Kant cette unité, que suppose toute liaison est celle du « Je pense », de l'unité transcendantale de la « conscience de soi » qui accompagne tous nos actes de représentation. Kant va appeler « aperception » pure ou originaire la représentation de ce « Je pense » .
Il s'ensuit que « l'unité synthétique de la conscience est la condition objective de la connaissance: c'est elle qui unit en un tout le divers pour en faire un objet ». L'acte qui ramène des connaissances données à l'unité de « l'aperception » est le « jugement ».

### Analytique des principes
L'analytique des principes vise à montrer comment les principes de l'entendement peuvent s'appliquer à l'expérience.

#### Introduction
« Si l'on définit l'entendement en général, le pouvoir des règles, le jugement sera le pouvoir de « subsumer » sous des règles, c'est-à-dire de décider , si une chose est ou n'est pas soumise à une règle donnée » écrit Kant. Or, constate Kant, si l'entendement est instruit par des règles le jugement lui-même, savoir si telle ou telle chose peut être subsumée  dans la règle ne peut pas être appris , il relève d' « un don particulier ». Pour qu'il y ait un certain rapport entre l'hétérogénéité des intuitions empiriques et les catégories intellectuelles « il est besoin d'un troisième terme qui soit homogène, d'un côté à la catégorie, et de l'autre au phénomène, et qui rende possible l'application de la première au second ». Kant appelle « schème » ce mécanisme qui est comme un produit de l'« imagination », ni une pure image, ni un pur concept. « C'est l'imagination qui met en œuvre le schématisme ».

#### Un exemple de schème
Voir une maison n'épuise pas la signification du concept et pareillement le contenu du concept ne renvoie pas directement à cette maison-ci. Mais dès que j'ai vu une maison je sais comment se présente une quelconque maison. La forme générale ne se confond pas avec la maison vue  mais se donne néanmoins comme contraignante pour toute maison. Même si le « schème » du concept de maison ne peut être décrit, il est, néanmoins, à l'œuvre « implicitement » dans toute perception de maison,.

#### Du schématisme des concepts purs de l'entendement
Le schématisme vise à rendre homogènes par la médiation le sensible et l'intelligible. Kant va avoir recours au  « caractère unificateur du temps qui remplit dans l'imagination transcendantale un rôle similaire au concept dans l'entendement ». Ainsi entre autres, du schème de la « substance » qui est lié à la permanence du réel dans le temps, du schème de la « cause » qui vise la succession réglée, du schème de la « communauté » impliquant la simultanéité réglée, du schème de la « nécessité » qui implique l'existence en tous temps. On voit que les schèmes sont des déterminations a priori du temps. Georges Pascal, de son côté, résume « Puisque la diversité sensible nous est donnée dans le temps, toute application des catégories au sensible sera d'abord une détermination du temps ».

#### Système de tous les principes de l'entendement pur
Kant élabore ici un système non plus des concepts mais des principes de l'entendement. Les principes sont des règles que l'entendement se donne à lui-même de façon a priori et qui régissent notre expérience des phénomènes.
Il y a quatre types de principes, chacun entretenant un lien avec les quatre grandes catégories de l'entendement :
- Principe des axiomes de l'intuition : en relation avec le concept de quantité.
- Principe des anticipations de la perception : lié à la qualité.
- Principe des analogies de l'expérience : lié à la relation.
- Postulats de la pensée empirique en général : liés à modalité.

| Catégorie | Titre du principe                           | Formulation du principe |
| --------- | ------------------------------------------- | --- |
| Quantité  | Axiomes de l'intuition                      | « Toutes les intuitions sont des grandeurs extensives. » |
| Qualité   | Anticipations de la perception              | « Dans tous les phénomènes, le réel, qui est un objet de la sensation, possède une grandeur intensive, c'est-à-dire un degré. » |
| Relation  | Analogies de l'expérience                   | « L'expérience n'est possible que par la représentation d'une liaison nécessaire des perceptions. » 1. « Principe de la permanence de la substance » : « Dans tout changement connu par les phénomènes, la substance persiste, et son quantum ne se trouve dans la nature ni augmenté ni diminué. » 2. « Principe de la succession chronologique suivant la loi de causalité » : « Tous les changements se produisent d'après la loi de liaison de la cause et de l'effet. » 3. « Principe de la simultanéité suivant la loi de l'action réciproque ou de la communauté » : « Toutes les substances, en tant qu'elles peuvent être perçues dans l'espace comme simultanées, entretiennent une relation d'action réciproque universelle. » |
| Modalité  | Postulats de la pensée empirique en général | 1. « Ce qui s'accorde avec les conditions formelles de l'expérience (quant à l'intuition et aux concepts) est possible. » 2. « Ce qui est cohérent avec les conditions matérielles de l'expérience (de la sensation) est réel. » 3. « Ce dont la relation de cohérence qu'il entretient avec le réel est déterminé suivant les conditions générales de l'expérience est nécessaire (existe nécessairement). » |

## Dialectique transcendantale
La dialectique transcendantale est le troisième grand moment de la « critique de la raison pure » après l'esthétique et l’analytique transcendantales. Kant y étudie le fonctionnement illégitime de l'entendement ; il élabore une théorie des erreurs et des illusions de l'entendement. Il est nécessaire de bien distinguer la dialectique logique, qui s'intéresse aux erreurs de raisonnement dans leur caractère formel et fait abstraction de la connaissance elle-même, et la dialectique transcendantale, qui s'intéresse aux erreurs de la raison en tant qu'elle sort des limites de l'expérience. La dialectique transcendantale tente de distinguer ce qui relève du nouménal et du phénoménal, et en opérant cette division, elle guérit le mal qui ronge la raison en même temps qu'elle le découvre. En effet, distinguer entre nouménal et phénoménal empêche, dans une certaine mesure, de faire un exercice illégitime de la raison. Cependant ces illusions, parce qu'elles sont liées à la nature même de la raison humaine, reviennent constamment et sont impossibles à dissiper.
Ces illusions de la raison pure sont les paralogismes, les antinomies et l’Idéal de la raison.

### L’introduction
L’introduction a pour fonction d’expliquer la fonction de la raison (« Vernunft ») pour la résolution des grands problèmes métaphysiques sans que cette résolution soit identifiée à la constitution de « connaissances métaphysiques » : la dialectique transcendantale tente donc d'apporter la réponse à la question que Kant posait dans l’introduction à la critique : "comment est-ce que la métaphysique est possible en tant que science cherchant à satisfaire la tendance naturelle de la raison ?".
Il faut d’abord différencier la raison de la faculté de juger (« Urteilskraft ») qui permet de subsumer un objet particulier sous un prédicat. Un « objet » étant ici entendu comme tout concept ou toute personne à laquelle on peut attribuer une qualité (ou prédicat). Si par exemple je dis : « Socrate est mortel » je subsume un nom propre (Socrate) sous un prédicat (« mortel »). La raison permet elle aussi de subsumer un concept sous un prédicat. Seulement, elle le fait d'une autre façon que la faculté de juger. Si je dis par exemple : 
- « Socrate est un homme »
- « Or les hommes sont mortels »
- « Donc Socrate est mortel », je subsume un objet (ou « un sujet logique » ici « Socrate ») sous un prédicat (« mortel »). Mais cette prédication ne se fait pas directement : on subsume d'abord une première proposition (« Socrate est un homme ») sous une proposition d'extension plus générale (« les hommes sont mortels ») au moyen d’une troisième proposition intermédiaire (ici : « Socrate est mortel »).

La raison n'est donc rien d’autre pour Kant que la faculté de subsumer une proposition particulière sous une proposition plus générale au travers d’une proposition ou d'un concept qui servent de moyen terme. C’est d’ailleurs là, la grande différence entre la raison et la faculté de juger car la dernière subsume sans nécessairement passer par un terme intermédiaire.
Kant tente de définir par là la fonction de la raison. Mais en quoi est-ce que la raison est la source de la métaphysique ? C'est que la raison tend sans cesse à subsumer les connaissances sous des règles plus générales (ou « principes » comme dit Kant) jusqu’à ce qu’elle arrive enfin à un principe qui ne se laisse plus subsumer sous un principe plus général. En tentant donc d'unifier par des principes la connaissance conditionnée par l'expérience et par l'entendement elle va opérer un mouvement partant de principes immanents pour aller vers des principes transcendants, c’est-à-dire, dépassant toutes les limites de l'expérience.
La raison, par sa nature même, tend vers une connaissance « inconditionnée », vers l’« inconditionné» (« das Unbedingte »). Or, elle quitte par là le domaine de l’expérience dont elle ne tient plus compte. Elle cherche dès lors un principe « absolu ».
Kant explique ensuite comment la raison en arrive aux différents "concepts" ou aux Idées métaphysiques. Pour simplifier, on peut dire que la raison va chercher ces trois Idées inconditionnées suivantes : 
- une substance inconditionnée (ce sera l’âme : cf. critique de la psychologie rationnelle) ;
- une suite inconditionnée (i.e. qui ne sera pas limitée) de conditions (ce sera, entre autres, la liberté : cf. la critique de la cosmologie rationnelle) ;
- une entité possédant de manière inconditionnée (i.e. sans restriction) tous les prédicats possibles (ce sera Dieu : cf. théologie rationnelle).

### Les paralogismes
Les paralogismes sont des raisonnements fallacieux de la psychologie rationnelle concernant, par exemple, la nature de l’âme.
La psychologie rationnelle est, à la base, une des trois branches de la métaphysique telle que l’avait définie Wolff dans son système philosophique. Il s’agit de la discipline qui analyse les propriétés de l’âme a priori c’est-à-dire sans recourir à l’expérience. Ceci est encore plus clair lorsqu’on se rappelle que traditionnellement le but fondamental de cette discipline est de prouver l’immortalité de l’âme, preuve qui ne peut être qu’a priori. On ne doit donc pas confondre la psychologie rationnelle avec la psychologie entendue comme l'étude empirique du psychisme humain.
L’importance de la critique de la psychologie rationnelle tient au fait que celle-ci prétend connaître son objet (l’âme) par une intuition non sensible, et plus exactement par une pure introspection. Or la critique de cette « psychologie métaphysique » est fondamentale car elle constitue, par son existence même, un défi radical à la position kantienne selon laquelle une intuition ne peut être que sensible. C’est même sur cette idée que repose indirectement la résolution de la question : « comment sont possibles les jugements synthétiques a priori » de l’Analytique. La réfutation de la psychologie rationnelle est donc, en quelque sorte, la défense d’un des fondements de la « théorie de la connaissance » kantienne.

### Les antinomies
Les antinomies se produisent lorsque la raison tombe dans des conflits insolubles et ne parvient pas à se déterminer en faveur d'une des deux thèses possibles opposées particulières.
Kant constate que lorsque la raison pure s’engage au-delà des limites de toute expérience possible elle tombe inévitablement en conflit avec elle-même.
Kant en apporte la démonstration dans la Dialectique transcendantale notamment dans le chapitre sur l’Antinomie de la raison pure ou s’opposent sans issue thèses et antithèses.
« Au contraire, les assertions transcendantales qui prétendent à des connaissances s'étendant au-delà du champ de toutes les expériences possibles, même au cas où leur synthèse abstraite pourrait être donnée dans quelque intuition a priori, ne sont pas de telle nature que le malentendu puisse être découvert au moyen de quelque expérience. La raison transcendantale ne nous fournit donc aucune autre pierre de touche que celle qui consiste à essayer d'unir ces assertions entre elles et, par suite, à mettre en présence les combattants dans une lutte libre et sans obstacle, et c'est ce que nous allons représenter dès maintenant . »

#### Enjeux
Ce passage de la Critique de la raison pure a une signification toute particulière car les contradictions internes et insolubles des deux premières antinomies constituent pour Kant la preuve même de la validité de sa "révolution copernicienne" tandis que la résolution de la question « comment sont possibles les jugements synthétiques a priori » en constitue, en arrière fond, la seule réponse positive définitive possible.
Les Antinomies sont importantes aussi pour une autre raison.
Kant fait appel à un "procédé" de résolution de ses contradictions extrêmement original reposant sur la distinction entre les phénomènes et les noumènes et la distinction de ces deux concepts-là, l’amène à dépasser certaines des "querelles" les plus anciennes de la métaphysique.
Kant va donc tenter de résoudre les antinomies en procédant à "un dépassement" ; il explique que, en ce qui concerne les deux dernières antinomies, chacune des thèses opposées sont vraies, mais chaque fois selon des points de vue différents. Celles du "dogmatisme métaphysique" sont vraies si la raison se place "au point de vue" des noumènes, celles de l'empirisme le sont aussi si la raison se place "sur le plan des phénomènes".
Kant tente donc ici de réaliser la paix entre l'empirisme et le dogmatisme.
Enfin, la troisième antinomie revêt encore une autre signification essentielle car elle permettra le développement de la philosophie morale dans la Critique de la raison pratique.

#### Exposition des quatre antinomies
La première antinomie porte sur la finitude ou non du Monde.
- Le monde a un commencement dans le temps et est limité d’un point de vue spatial.
- Le monde n’a pas de commencement et n’a pas de limites dans l’espace et il est donc infini aussi bien du point de vue du temps que de l’espace.

La deuxième porte sur l’existence ou non, d’une entité simple indivisible.
- Toute substance composée est constituée de parties simples et il n’existe nulle part quelque chose d’autre que le simple ou que ce qui en est composé.
- Aucune chose composée dans le monde n'est constituée de parties simples et il n'existe nulle part rien de simple en elle.

Le principe de la résolution de la première et de la deuxième antinomie est identique.
Dans les deux cas, Kant va montrer que les thèses et les antithèses sont contradictoires, c’est-à-dire qu’elles s’excluent mutuellement. Or, il va utiliser ce fait comme le point de départ d’une preuve négative (ou, plus exactement, d'une preuve par l’absurde) de la validité de la révolution copernicienne.
La première et la deuxième antinomies partent du principe que le Monde et les choses constituant ce Monde sont connaissables en eux-mêmes et non pas seulement selon les cadres (c'est-à-dire les formes transcendantales a priori de notre expérience (cf. Esthétique transcendantale)).
Mais alors, cette thèse amène à des contradictions indépassables comme le montrent bien les deux premières antinomies. Kant en conclut donc que la thèse selon laquelle "les objets peuvent être connus en eux-mêmes" est intenable.
La troisième antinomie concerne l'existence ou non de la liberté.
- La causalité d’après les lois de la nature n’est pas la seule forme de causalité à partir de laquelle on peut déduire l’ensemble des phénomènes du monde. Il est donc nécessaire de supposer, en outre, une causalité par la liberté pour expliquer ces phénomènes.
- Il n’existe pas de liberté : tout dans le monde a lieu d’après les lois de la nature.

La quatrième antinomie se rapporte à l'existence ou non de Dieu.
- Un être nécessaire, de manière inconditionnée, fait partie du monde, que ce soit comme sa partie ou comme sa cause.
- Il n'existe nulle part un être nécessaire, de manière inconditionnée, que ce soit dans le monde ou en dehors du monde ou conçu comme sa cause.

Le principe de la résolution de la troisième et de la quatrième antinomies est lui aussi identique.
Kant explique que la thèse et l’antithèse de ces deux antinomies sont contraires (et non contradictoires, à la différence des deux premières antinomies).
En effet, il est possible, selon Kant, d’affirmer tout à la fois la thèse et l’antithèse.
Seulement il faudra se placer dans une perspective différente.
La thèse sera vraie d’un point de vue nouménal, c’est-à-dire, si on considère les choses en elles-mêmes, en faisant abstraction des formes a priori de la sensibilité.
En ce cas, le concept de liberté et celui d’un être dont l'existence est absolument nécessaire (Dieu en réalité) seront donc des concepts auxquels on ne peut attribuer aucune réalité empirique (Kant parle d’Idées transcendantales pour désigner ce type de "concept" précis). On n’observe pas Dieu ou la liberté comme on observe un phénomène empirique.
Il est évident que de tels concepts seront sans utilité pour la seule connaissance scientifique.
L’antithèse, par contre, sera vraie d’un point de vue phénoménal, c’est-à-dire si l'on considère les objets tels qu’ils nous sont donnés dans l’expérience. L’antithèse sera alors vraie dans le cadre des sciences physiques.

### L’Idéal de la raison pure
Un idéal est une Idée représentée sous la forme d’une personne. En d’autres termes, un Idéal est une personnification d’une Idée. Par exemple, Dieu est la personnification du concept d’un être possédant toutes les qualités possibles. Un idéal est une idée que l'on considère souvent à tort comme un objet réel alors qu'elle n'est qu'une Idée régulatrice.
Dans cette section, Kant réfute aussi de façon assez systématique toutes les preuves possibles de l'existence de Dieu.
Celles-ci, dit-il, peuvent être ramenées à trois :
1. preuve ontologique ;
2. preuve cosmologique ;
3. preuve physico-théologique.

#### Les trois preuves de l'existence de Dieu

##### Preuve ontologique
La preuve ontologique s'appuie sur le seul « concept » de Dieu pour en déduire l'existence. L'argumentation est la suivante :
1. quelque chose de nécessaire ne peut pas ne pas exister (sinon, il serait contingent) ;
2. or Dieu est un être nécessaire (c'est une propriété comprise dans son concept) ;
3. donc Dieu existe.

Descartes présente un argument de ce type dans les Méditations métaphysiques : Dieu en tant qu'immensité de puissance et perfection infinie est raison « c'est-à-dire cause de soi », donc son concept implique l'existence puisque pouvoir exister est une perfection plus grande que ne pas pouvoir exister.
Saint-Anselme, lui, parlait de Dieu comme « ce dont rien ne peut être pensé de plus grand » .

##### Preuve cosmologique
La preuve cosmologique est une preuve qui s'appuie, non sur le seul concept a priori de Dieu, mais sur l'existence a posteriori du monde. On peut la formuler de la façon suivante :
1. Tout ce qui est a une cause ;
2. or il existe un monde, qui ne peut être la cause de lui-même ;
3. donc, il doit avoir pour cause un être qui soit cause de lui-même (Dieu).

C'est l'argument a contingentia mundi (« s'appuyant sur la contingence du monde ») de Leibniz.

##### Preuve physico-théologique
La preuve physico-théologique repose sur "l'observation" des causes finales :
1. tout ce qui contient des fins est l'œuvre d'une intelligence ;
2. or le monde contient des fins : des êtres organisés, les beautés de la nature, le fait que les produits de la nature soient destinés à l'homme ;
3. donc il existe une intelligence supérieure à l'origine du monde (Dieu).

Cet argument, populaire au XVIIIe siècle, fut introduit par Aristote et repris, entre autres, par Voltaire.

#### Réduction de toutes les preuves à l'argument ontologique
Kant expose ces trois arguments et montre qu'ils se réduisent tous au premier (argument ontologique).
Après avoir observé la contingence du monde, l'argument cosmologique doit poser l'existence d'un être nécessaire ; il est alors obligé de recourir à l'argument ontologique, qui déduit du "concept" de Dieu qu'il existe.
Quant à l'argument physico-théologique, à partir de "l'observation" de fins dans la nature, on conclut de cette "observation" qu'il a fallu un créateur pour que le monde existe (argument cosmologique), et que ce créateur doit exister nécessairement (argument ontologique).

#### Réfutation de l'argument ontologique
En réfutant l'argument ontologique, Kant entend donc réfuter aussi toutes les preuves possibles (en fait, "recensées par lui") de l'existence de Dieu.
Son argumentation va donc consister à établir que l'existence de Dieu ne peut être déduite de son seul concept.
« Être n'est pas un prédicat réel », affirme Kant. Par "prédicat réel", il faut entendre « prédicat de la chose » (res). L'existence nécessaire n'est pas une propriété des choses mêmes, une propriété qui puisse appartenir ou non à leur concept ; elle est seulement "la modalité" d'un jugement.
Kant donne l'exemple de 100 thalers. 100 thalers possibles ne valent en soi pas plus ni moins que 100 thalers réels.
Certes, on est plus riche si l'on a 100 thalers réels que 100 thalers possibles, mais c'est alors parce que, en réalité, quand on a 100 thalers seulement possibles on a souvent effectivement 0 thaler (ou un autre nombre différent de 100), et que 0 est inférieur à 100.
En eux-mêmes, 100 thalers possibles et 100 thalers réels ont exactement la même valeur "nominale".
Le fait que les 100 thalers réels existent n'ajoute rien à leur concept : leur concept ne reçoit pas une propriété supplémentaire de par leur existence réelle dans la poche d'un individu ; l'existence n'est donc pas une propriété qui s'intègre "réellement" ou "objectivement" au concept de "100 thalers", l'existence (nécessaire ou même contingente) est seulement un certain rapport posé par le jugement entre le concept "cent thalers" et le phénomène (intuitionné par celui qui pose le jugement de la réalité des cent thalers).
Par conséquent, on ne peut pas légitimement dire que l'existence appartienne "réellement ou objectivement" au concept de Dieu : faire cela, c'est confondre le contenu conceptuel et l'aspect existentiel d'une chose. L'argument ontologique est donc invalide ; et dans sa chute, il entraîne tous les autres arguments, qui y sont réductibles en dernière instance.

## Théorie transcendantale de la méthode
La méthodologie transcendantale, ou la théorie transcendantale de la méthode, précise la méthode à laquelle la raison doit avoir recours lorsqu'elle entreprend de se critiquer.

### Discipline de la raison pure
Kant précise ici que la raison pure a une double fonction.
La première est négative : elle délimite le champ légitime de nos connaissances, et ne s'applique donc alors qu'au champ théorique. La deuxième est positive : elle concerne l'usage pratique de la raison et ouvre l'être raisonnable fini aux domaines de l'action libre et morale.
La discipline de la raison pure, quant à elle, est la critique de la raison pure par elle-même; la raison sert ici à limiter les prétentions théoriques de la raison.

### Canon de la raison pure
Pour Kant, un canon est "l'ensemble des facultés a priori pour l'usage légitime" de la faculté de connaître. En ce sens, il n'y a pas de canon de la raison pure théorique. Il ne peut y avoir de canon de la raison pure dans son usage spéculatif mais seulement une discipline ou un "organon" (cf supra).
Le canon de la raison pure ne concerne donc la raison pure que dans son usage pratique.
« L’opinion est une créance (Fürwahrhalten) consciente d’être insuffisante subjectivement tout autant qu’objectivement. Si la créance n’est suffisante que subjectivement et est en même temps tenue pour objectivement insuffisante, elle s’appelle croyance. Enfin, la créance qui est suffisante aussi bien subjectivement qu’objectivement s’appelle le savoir. La suffisance subjective s’appelle conviction (pour moi-même), la suffisance objective s’appelle certitude (pour chacun). Je ne m’arrêterai pas à clarifier des concepts aussi aisément compréhensibles. » Kant

### L'architectonique de la raison pure
L'architectonique de la raison pure concerne la faculté (c'est-à-dire la capacité) de la raison pure de systématiser les connaissances scientifiques. Kant distingue entre autres deux branches au sein de l'architectonique de la raison pure : la métaphysique de la nature et la métaphysique de la liberté.

### L'histoire de la raison pure
Kant affirme ici l'existence de trois âges de la raison pure.
Le premier est celui du dogmatisme métaphysique; il correspond aux quatre thèses des antinomies. Il s'agit ici de "l'enfance de la raison".
Le deuxième âge est constitué par l'empirisme, et il est notamment "illustré" par Hume et Locke. Il correspond aux quatre antithèses des antinomies. On entre avec eux dans "l'adolescence de la raison", adolescence qui est aussi une période d'errance et de nomadisme, car il n'y a plus de connaissances qui soient assurées, définitives.
Le troisième âge correspond au criticisme de Kant lui-même ; c'est l'âge de "la maturité de la raison".
Le criticisme consiste historiquement dans une synthèse des deux âges précédents ; il veut réaliser la paix perpétuelle entre ces deux courants, et, par extension, en philosophie.

## Postérité de la Critique

### L'idéalisme allemand
« À la critique de la raison, vue comme simple propédeutique, devait succéder selon certains héritiers, le système de la raison, la science proprement dite procédant d'un principe unique ». Fichte et Schelling ne virent dans  la Critique que le moyen « d'instituer des recherches sur la possibilité, la signification d'une telle science ». Kant lui-même s'insurgea contre cette interprétation et rappela publiquement que la philosophie de Fichte ne constituait pas un véritable criticisme.

### Influence sur Schopenhauer
Les concepts clés de la philosophie kantienne, et particulièrement ceux développés dans la Critique de la raison pure, ont été réutilisés par Schopenhauer pour sa propre philosophie. Par exemple, Schopenhauer fonde son idée de la liberté grâce à la distinction entre phénomène et chose en soi. Dans son Essai sur le libre arbitre, il explique que la nécessité s’applique de manière implacable dans le monde des phénomènes (ainsi, le libre arbitre n’existe pas) et que la liberté réside en réalité dans la chose en soi qu’est la nature de notre propre Volonté.

### Le kantisme et l'École de Marbourg
Cf. Néokantisme

### La phénoménologie
Cf. Phénoménologie

## Critiques de laCritique
François Evellin a soumis les quatre antinomies kantiennes à une analyse minutieuse et montré que la Raison ne s'y oppose en rien à elle-même. En réalité, elles révèlent à chaque fois deux points de vue légitimes mais distincts : dans les thèses, celui de la raison pure ; dans les antithèses, celui de l'entendement imaginatif. Evellin déjoue ainsi d'emblée la manœuvre de Kant qui visait à disqualifier tout projet proprement métaphysique.
On doit au philosophe Maurice Clavel, un important Essai, paru en 1980 sur la pensée de Kant intitulé Critique de Kant  où l'auteur prétend trouver le « non-dit » de la Critique... où il est question de la libérer des préjugés qui la recouvre.
Roger Verneaux, spécialiste de la pensée d’Emmanuel Kant, a publié une critique appréciée par ses pairs : Critique de la Critique de la raison pure de Kant, nouv. éd. I. Bitonti, préf. J.-M. Meyer, Paris, Éditions de l'IPC - Facultés libres de philosophie et de psychologie, 2014. (1re éd. 1973)
Le jésuite Benoît Stattler (en) (1728–1797) publie son Anti-Kant en 1788.

## Plan de l'ouvrage
Introduction

Théorie transcendantale des éléments
- Première partie : Esthétique transcendantale
  - Première section : De l’espace
  - Deuxième section : Du temps
  - Conclusion de l’Esthétique transcendantale
- Deuxième partie : Logique transcendantale

Introduction
- - Première division : Analytique transcendantale
    - Livre premier : Analytique des concepts
      - Chapitre I : Du fil conducteur permettant de découvrir tous les concepts purs de l'entendement
      - Chapitre II : De la déduction des concepts purs de l'entendement

    - Livre deuxième : Analytique des principes
      - Introduction
      - Chapitre I : Du schématisme des concepts purs de l'entendement
      - Chapitre II : Système de tous les principes de l'entendement pur
        - première analogie : principe de permanence
        - deuxième analogie : principe de production
        - troisième analogie : principe de communauté

      - Chapitre III : Du principe de la distinction de tous les objets en général en phénomènes et noumènes
      - Appendice

  - Deuxième division : Dialectique transcendantale

Introduction
- - Livre premier : Des concepts de la raison pure
  - Livre deuxième : Des raisonnements dialectiques de la raison pure
    - Chapitre I : Des paralogismes de la raison pure
    - Chapitre II : L’antinomie de la raison pure
    - Chapitre III : L’idéal de la raison pure
    - Appendice

Théorie transcendantale de la méthode
- Chapitre I : La discipline de la raison pure
- Chapitre II : La canon de la raison pure
- Chapitre III : L’architectonique de la raison pure
- Chapitre IV : Histoire de la raison pure

## Style de l’ouvrage
La Critique de la raison pure est rédigée en allemand à un moment où, tout juste avant le classicisme de Weimar, la langue allemande n’est pas encore tout à fait fixée. Cela se ressent dans le style de l’ouvrage, où l’on sent Kant, selon la formule de Claude Piché, « livrer un combat de chaque instant avec les mots ».
Malgré l’impression de sobriété et le caractère éminemment abstrait qu’on lui prête bien souvent, la Critique de la raison pure n’est pas exempte d’un certain nombre de métaphores particulièrement étonnantes et poétiques. C’est ainsi que Kant compare la métaphysique avec une « colombe légère » cherchant à prendre son envol.